# Африко Нуово
Африко Нуово (итал. Africo Nuovo) је насеље у Италији у округу Ређо ди Калабрија, региону Калабрија.
Према процени из 2011. у насељу је живело 3210 становника. Насеље се налази на надморској висини од 18 м.

## Становништво
Према резултатима пописа становништва 2011. у општини је живело 3.210 становника.
| 1931. | 1936. | 1951. | 1961. | 1971. | 1981. | 1991. | 2001. | 2011. |
| ----- | ----- | ----- | ----- | ----- | ----- | ----- | ----- | ----- |
| 2.008 | 2.189 | 2.542 | 3.304 | 3.518 | 3.543 | 3.223 | 3.465 | 3.210 |